# Julija Paratova
Julija Jevhenivna Paratova (in ucraino Юлія Євгенівна Паратова?; Odessa, 7 novembre 1986) è un'ex sollevatrice ucraina medagliata olimpica e campionessa europea che ha gareggiato prevalentemente nelle categorie dei pesi piuma (fino a 53 kg.) e dei pesi leggeri (fino a 58 kg.).

## Carriera
Laureata in giurisprudenza, Julija Paratova nel 2011 vinse la medaglia d'argento nei pesi leggeri ai Campionati europei di Kazan' con 200 kg. nel totale, dietro alla bielorussa Anastasija Novikava (225 kg.) e davanti alla polacca Aleksandra Klejnowska (196 kg.).
L'anno seguente scese alla categoria inferiore dei pesi piuma e partecipò alle Olimpiadi di Londra 2012, concludendo la gara al 5º posto finale con 199 kg. nel totale. Ma alcuni anni dopo, a seguito di ulteriori e più approfonditi controlli, la 1ª e la 3ª classificata di quella gara olimpica, rispettivamente la kazaka Zul'fija Činšanlo e la moldava Cristina Iovu, risultarono positive al doping e di conseguenza squalificate e private delle loro medaglie olimpiche. Julija Paratova fu pertanto avanzata al 3º posto ed alla medaglia di bronzo olimpica.
Nel 2013 vinse la medaglia d'oro ai Campionati europei di Tirana con 194 kg. nel totale, battendo la russa Svetlana Čeremšanova (188 kg.); lo stesso anno si piazzò al 5º posto ai Campionati mondiali di Breslavia con 195 kg. nel totale.
L'anno successivo ottenne la medaglia d'argento ai Campionati europei di Tel Aviv con 194 kg. nel totale, alle spalle della turca Ayşegül Çoban (195 kg.) e si piazzò di nuovo al 5º posto ai Campionati mondiali di Almaty con 200 kg. nel totale.
Nel 2015 Paratova vinse il suo secondo titolo europeo ai Campionati europei di Tbilisi con 200 kg. nel totale, prevalendo nettamente sulla tedesca Julia Rohde-Schwarzbach (186 kg.).
Un anno dopo ottenne un'altra medaglia d'argento ai Campionati europei di Førde con 202 kg. nel totale e qualche mese più tardi prese parte alle Olimpiadi di Rio de Janeiro 2016 scendendo ulteriormente alla categoria inferiore dei pesi gallo (fino a 48 kg.), ma non andando oltre l'8º posto finale con 179 kg. nel totale.